# 판 놀리

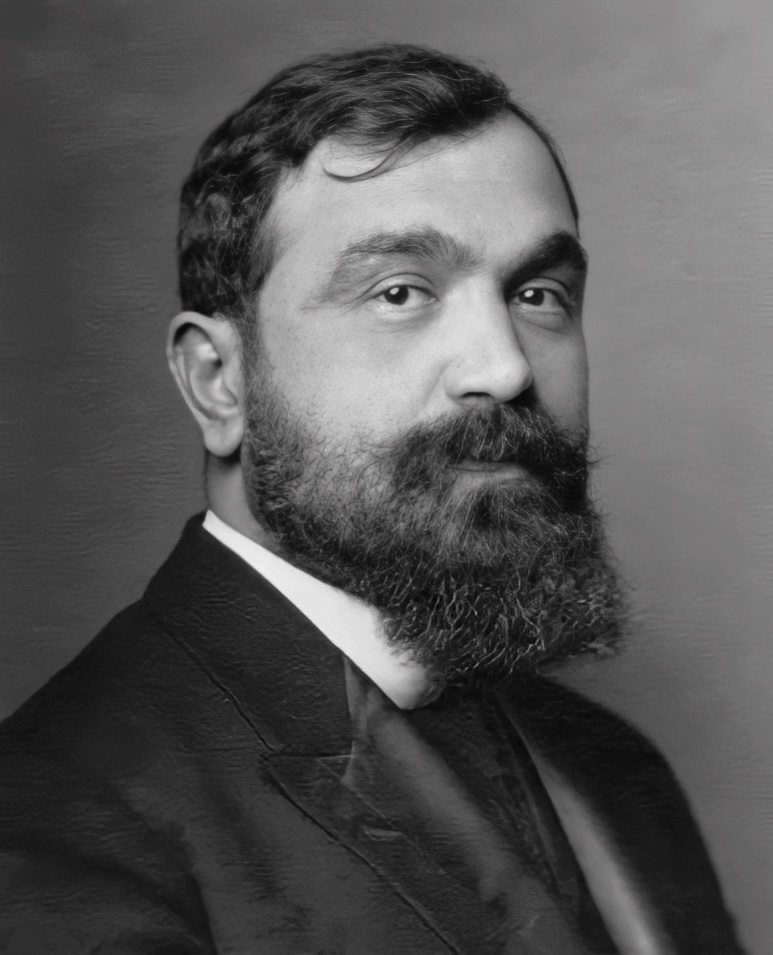
판 놀리 (1924년)

세오판 스틸리안 놀리(알바니아어: Theofan Stilian Noli, 1882년 1월 6일 ~ 1965년 3월 13일)는 판 놀리(Fan Noli)로도 알려진 알바니아의 작가, 학자, 정치가, 정교회 주교이다. 알바니아 정교회의 창립자로, 1924년 6월 혁명 당시 알바니아 공국의 총리직과 섭정을 맡았다.
오스만 제국의 이브리크테페 출신인 판 놀리는 알바니아에서 문학, 역사, 이론학, 외교학, 신문학, 음악 그리고 국가 통합의 아이콘으로 공경되어온 인물이다. 그는 알바니아어를 알바니아의 국어로 통합하기 위해 다양한 노력 등을 하였고 세계 문학 명작 등을 알바니아어로 번역하는 등의 중요한 역할을 하였다. 그는 영어권 문학계에서도 다양한 기여를 하였다: 스칸데르베그, 윌리엄 셰익스피어, 루트비히 판 베토벤, 종교 문서와 번역물 등의 출판을 맡은 학자이자 작가로 활동하였다. 또한 신약성경을 영어로 번역하여, 이를 콘스탄티노플 교회와 그리스 교회에서 발췌한 우리 하느님과 구원자 예수 그리스도의 신약성경이라 1961년 출판하였다.
그는 하버드 대학교 (1912), 뉴잉글랜드 음악원 (1938)에서 학위를 취득하고, 보스턴 대학교 (1945)에서 박사학위를 취득하였다. 그는 1908년 성직자가 되어, 알바니아 교회를 설립하여 알바니아어를 성직자가 사용하는 언어로 격상하였다. 그는 1912년 독립 선언 이후 잠시 알바니아에 머물렀다. 제1차 세계 대전이후, 놀리는 알바니아의 재통합에 대한 외교적 노력을 지속하여 당시 미국 대통령 우드로 윌슨의 지지를 받아내기에 이르렀다. 이후 그는 알바니아에서 외교-정치 경력을 지속하여, 알바니아의 국제 연맹 가입 과정을 이끌기도 하였다.
그는 알바니아 정부에 대한 부패와 불공정에 대해 비판적인 견해를 고수한 것으로 존경받는 인물이 되었고, 이후 1924년 6월 혁명을 이끌어줄 것을 부탁받았다. 그는 이후 혁명 정부가 조구 1세에 의해 전복되기 직전까지 총리직을 맡고 있었다. 그는 이탈리아로 망명했고 1930년대에 미국에 영구적으로 정착하여, 미국 시민권을 취득하여 그의 정치인 경력은 공식적으로 끝냈다. 그는 남은 여생을 학자, 종교 지도자 그리고 작가로 보냈다.